# Società Polisportiva Ars et Labor 1907 2006-2007
Questa pagina raccoglie le informazioni riguardanti la Società Polisportiva Ars et Labor 1907 nelle competizioni ufficiali della stagione 2006-2007.

## Stagione
Nella stagione 2006-2007 il presidente Gianfranco Tomasi si affida ad Andrea Mangoni come direttore sportivo e a Leonardo Rossi come allenatore, per disputare il girone B della Serie C2.
La squadra viene rinnovata ed è capace di un girone di andata da seconda della classe con 31 punti dietro al capolista Rovigo con 35 punti, poi ancora una volta è l'inverno a infrangere i sogni spallini, nel girone di ritorno il bottino è stato di 28 punti. Il primo ko stagionale arriva a Pagani alla quattordicesima giornata, il turbolento e beffardo derby interno con la Reggiana e la sconfitta di Rovigo frenano lo slancio della squadra di Rossi, che nel girone di ritorno rientra nei ranghi e correrà solo per un posto nei play-off. La semifinale con la Paganese è particolarmente attesa: per i biancazzurri si materializza un incubo chiamato Francis Ibekwe: l'attaccante nigeriano con una rete all'andata ed una a Ferrara nel ritorno, sancisce l'eliminazione degli estensi dalla corsa promozione. Si concretizza così l'ennesima delusione. Nella Coppa Italia di Serie C la Spal disputa il girone D di qualificazione, che ha promosso il Ravenna.

## Rosa
| N. |                    | Ruolo | Calciatore         |
| -- | ------------------ | ----- | ------------------ |
|    | Italia (bandiera)  | A     | Marco Agostinelli  |
|    | Italia (bandiera)  | C     | Andrea Barbi       |
|    | Italia (bandiera)  | D     | Mauro Bianchi      |
|    | Italia (bandiera)  | A     | Nicola Bisso       |
|    | Italia (bandiera)  | P     | Gianni Careri      |
|    | Siria (bandiera)   | C     | Chadi Cheikh Merai |
|    | Italia (bandiera)  | C     | Luigi De Angelis   |
|    | Italia (bandiera)  | C     | Lorenzo Di Loreto  |
|    | Italia (bandiera)  | A     | Firmino Elia       |
|    | Camerun (bandiera) | C     | Divine Fonjock     |
|    | Italia (bandiera)  | A     | Gabrio Gamma       |
|    | Niger (bandiera)   | A     | Hashimu Garba      |
|    | Italia (bandiera)  | D     | Umberto Gardella   |

| N. |                     | Ruolo | Calciatore        |
| -- | ------------------- | ----- | ----------------- |
|    | Italia (bandiera)   | C     | Guido Ghetti      |
|    | Italia (bandiera)   | C     | Fabio Gianella    |
|    | Italia (bandiera)   | D     | Mirco Giorgi      |
|    | Italia (bandiera)   | D     | Matteo Mangoni    |
|    | Italia (bandiera)   | P     | Emanuele Nordi    |
|    | Italia (bandiera)   | C     | Matteo Olivieri   |
|    | Italia (bandiera)   | A     | Fabio Piroli      |
|    | Italia (bandiera)   | C     | Enea Righetti     |
|    | Italia (bandiera)   | C     | Eros Schiavon     |
|    | Italia (bandiera)   | C     | Marco Semprini    |
|    | Italia (bandiera)   | D     | Cristian Servidei |
|    | Svizzera (bandiera) | A     | David Sesa        |
|    | Italia (bandiera)   | D     | Alessandro Turone |

## Risultati

### Serie C2 (girone B)

#### Girone di andata
| Arbitro: | Santonocito (Abbiategrasso) |

|                    |           |  |
| Sesa 61’ Bisso 64’ | Marcatori |  |

| Arbitro: | Magno (Catania) |

|              |           |          |
| Olivetti 70’ | Marcatori | 23’ Elia |

| Arbitro: | D'Agostino (Empoli) |

|                 |           |              |
| Elia 44’ (rig.) | Marcatori | 58’ Di Iorio |

| Arbitro: | Ballo (Trapani) |

|                                 |           |                               |
| Turone 19’ (aut.) Marzocchi 52’ | Marcatori | 2’ Sesa 10’ Fonjock 41’ Gamma |

| Ferrara 1º ottobre 2006 5ª giornata | SPAL                         | 0 – 0 | Cisco Roma | Stadio Paolo Mazza\| Arbitro: \| Tommasi (Bassano del Grappa) \| |
| Arbitro:                            | Tommasi (Bassano del Grappa) |       |            |                                                                  |

| Foligno 8 ottobre 2006 6ª giornata | Foligno         | 0 – 0 | SPAL | Stadio Enzo Blasone\| Arbitro: \| Manna (Isernia) \| |
| Arbitro:                           | Manna (Isernia) |       |      |                                                      |

| Arbitro: | Forconi (Aprilia) |

|  |           |                       |
|  | Marcatori | 55’ Sesa 90’ Gardella |

| Arbitro: | Prato (Lecce) |

|                                                |           |                            |
| Bisso 42’ Giorgi 45+1’ Turone 53’ Semprini 87’ | Marcatori | 9’ Longobardi 44’ Chomakov |

| Arbitro: | D'Alesio (Forlì) |

|                      |           |                                              |
| Pippi 13’ Pacini 59’ | Marcatori | 51’ Turone 58’ Semprini 73’ Bisso 90+3’ Sesa |

| Arbitro: | Palazzino (Ciampino) |

|               |           |  |
| Di Loreto 79’ | Marcatori |  |

| Carrara 12 novembre 2006 11ª giornata | Carrarese                         | 0 – 0 | SPAL | Stadio dei Marmi\| Arbitro: \| Candussio (Cervignano del Friuli) \| |
| Arbitro:                              | Candussio (Cervignano del Friuli) |       |      |                                                                     |

| Arbitro: | La Mura (Nocera Inferiore) |

|                                    |           |                   |
| Di Loreto 14’ Turone 87’ Bisso 89’ | Marcatori | 45’ (rig.) Onesti |

| Arbitro: | Bagalini (Fermo) |

|                                                          |           |                                        |
| Ghetti 27’ Elia 37’ Bisso 41’ Schiavon 61’ Di Loreto 83’ | Marcatori | 17’ Del Sole 52’ (rig.) M. Agostinelli |

| Arbitro: | Guerriero (Catanzaro) |

|                         |           |             |
| Fummo 11’ Serrapica 87’ | Marcatori | 40’ Fonjock |

| Arbitro: | Barletta (Bernalda) |

|                    |           |                             |
| Sesa 16’ Bisso 49’ | Marcatori | 69’ Cingolani 81’ Catellani |

| Arbitro: | Ferrandini (Sondrio) |

|                               |           |           |
| Furlanetto 20’ Gasparello 68’ | Marcatori | 67’ Garba |

| Arbitro: | Morabito (Messina) |

|                            |           |                        |
| Schiavon 38’ Di Loreto 86’ | Marcatori | 48’ Aragao 90+4’ Vaira |

#### Girone di ritorno
| Arbitro: | Russo (Nola) |

|                                         |           |  |
| Girometta 25’ Banchelli 48’ Lenzini 71’ | Marcatori |  |

| Arbitro: | De Toni (Schio) |

|                                      |           |                         |
| Piroli 46’ M. Agostinelli 67’ (rig.) | Marcatori | 25’ Pesenti 63’ Girardi |

| Arbitro: | Didato (Agrigento) |

|                        |           |                             |
| Farris 19’, 87’ (rig.) | Marcatori | 24’ M. Agostinelli 42’ Sesa |

| Ferrara 4 febbraio 2007 21ª giornata | SPAL                  | 0 – 0 | Giugliano | Stadio Paolo Mazza\| Arbitro: \| Paparazzo (Catanzaro) \| |
| Arbitro:                             | Paparazzo (Catanzaro) |       |           |                                                           |

| Arbitro: | Pinzani (Empoli) |

|                         |           |            |
| Zaniolo 8’ Costanzo 31’ | Marcatori | 56’ Turone |

| Arbitro: | Santonocito (Abbiategrasso) |

|                   |           |               |
| M. Agostinelli 8’ | Marcatori | 36’ J. Turchi |

| Arbitro: | La Rocca (Ercolano) |

|                         |           |  |
| M. Agostinelli 14’, 63’ | Marcatori |  |

| Arbitro: | Gallione (Alessandria) |

|  |           |                                          |
|  | Marcatori | 2’ (aut.) Gorrini 25’ Schiavon 64’ Bisso |

| Ferrara 11 marzo 2007 26ª giornata | SPAL         | 0 – 0 | Bellaria Igea Marina | Stadio Paolo Mazza\| Arbitro: \| Zega (Fermo) \| |
| Arbitro:                           | Zega (Fermo) |       |                      |                                                  |

| Arbitro: | Nicodano (Milano) |

|               |           |                       |
| Sandreani 16’ | Marcatori | 38’ Sesa 90+1’ Turone |

| Arbitro: | Bagalini (Fermo) |

|  |           |              |
|  | Marcatori | 87’ Giannusa |

| Arbitro: | Grazioli (Maniago) |

|                       |           |              |
| D'Agostino 70’ (rig.) | Marcatori | 32’ Schiavon |

| Arbitro: | Corletto (Castelfranco Veneto) |

|              |           |                 |
| Borgogni 63’ | Marcatori | 19’ (rig.) Sesa |

| Arbitro: | Lioce (Molfetta) |

|                                      |           |  |
| Sesa 8’ Bisso 77’ M. Agostinelli 86’ | Marcatori |  |

| Arbitro: | Zanardo (Conegliano Veneto) |

|                       |           |                     |
| Foschini 90+2’ (rig.) | Marcatori | 72’ Elia 88’ Giorgi |

| Arbitro: | Gallione (Alessandria) |

|                                 |           |                |
| M. Agostinelli 8’ Di Loreto 79’ | Marcatori | 42’ Gasparello |

| Arbitro: | Barletta (Bernalda) |

|            |           |                          |
| Micchi 38’ | Marcatori | 26’, 59’ Bisso 59’ Gamma |

#### Play-off promozione
| Arbitro: | Calvarese (Teramo) |

|            |           |  |
| Ibekwe 44’ | Marcatori |  |

| Arbitro: | Valeri (Roma) |

|           |           |            |
| Bisso 34’ | Marcatori | 23’ Ibekwe |

### Coppa Italia di Serie C

#### Girone D
| 23 agosto 2006 1ª giornata |  | – Turno di riposo SPAL |  |  |

| Arbitro: | Meli (Parma) |

|          |           |           |
| Elia 55’ | Marcatori | 21’ Succi |

| Arbitro: | M. Russo (Milano) |

|                                           |           |                                      |
| Longobardi 5’ Pallante 28’ Traficante 83’ | Marcatori | 44’ Giorgi 60’ Bisso 69’ (rig.) Elia |

| Arbitro: | Cuscito (Firenze) |

|           |           |                       |
| Garba 13’ | Marcatori | Juanito Gomez 4’, 50’ |

| Arbitro: | Pizzi (Saronno) |

|                  |           |                |
| Mussi 20’ (rig.) | Marcatori | 55’ De Angelis |